# Labatut (Landas)
 Labatut  (en occitano L'Abatut) es una población y comuna francesa, situada en la región de Aquitania, departamento de Landas, en el distrito de Dax y cantón de Pouillon.

## Demografía
| 1124 | 1147 | 992 | 1034 | 952 | 1102 |
| Para los censos de 1962 a 1999 la población legal corresponde a la población sin duplicidades (Fuente: INSEE [Consultar]) |      |     |      |     |      |